# Franz Wirz (Bergingenieur)
Franz Wirz (* 13. November 1802 in Ehrenbreitstein; † 18. Januar 1863 in Luxemburg) war ein deutscher Bergingenieur, seit 1830 in Luxemburger Diensten.

## Leben
Nach dem Schulbesuch in Koblenz studierte Franz Wirz an der Rheinischen Friedrich-Wilhelms-Universität Bonn Mineralogie und an der Bergakademie Freiberg Bergbau. 1822 wurde er Mitglied des Corps Rhenania Bonn. 1827 wurde er Leiter eines Goldbergwerks auf Aruba. 1829 wurde er als Bergingenieur in die Generalinspektion des Berg- und Hüttenwesens für Belgien und Holland nach Den Haag berufen. Im gleichen Jahr leitete er die erfolgreiche Bergung verschütteter Bergleute in Seraing bei Lüttich. 1830 erfolgte seine Ernennung zum Vorsteher der Bergverwaltung des Großherzogtums Luxemburg. 1840 wurde er Ingenieur en Chef und 1843 Oberingenieur der öffentlichen Arbeiten in Luxemburg. 1857 erfolgte seine Berufung in den Luxemburger Staatsrat.